# Obrovac (Kroatien)
Obrovac (italienisch Obrovazzo) ist eine Stadt in Norddalmatien in der Gespanschaft Zadar in Kroatien. Die Stadt liegt im Canyon des Flusses Zrmanja.

## Geschichte
Im 10. und 11. Jahrhundert hatten kroatische Herrscher die Hoheit über die Stadt inne. Im Jahr 1102 kommt Kroatien und damit auch Obrovac durch ein Abkommen in Personalunion zu Ungarn. Vom 12. Jahrhundert an führte die Region um Obrovac häufige Kämpfe mit Venedig. Hier siegten im Jahre 1118 die Truppen des ungarischen Königs Stephan II. über die Venezianer und Ordelaffo Falier, der Doge Venedigs, fand seinen Tod vor der Stadt. 1202 wurde Obrovac von den Venezianern mit Hilfe der Franzosen erobert.
Die venezianische und kroatisch-ungarische Herrschaft wechselten nun. Nach mehreren Aufständen gelangte Obrovac mit Zadar in den Besitz des ungarisch-kroatischen Königs Ludwig I. (Friede von Zadar, 1358). Nach dessen Tod herrschte König Sigismund, danach Ladislaus von Neapel, Prätendent der ungarischen Krone. Dieser verkaufte im Jahre 1409 seine Rechte auf Dalmatien für 100.000 Dukaten an Venedig.
Nach dem Fall Venedigs kamen Obrovac und Norddalmatien an Österreich-Ungarn. Nach dem Ersten Weltkrieg wurde die Stadt ein Teil des Königreichs der Serben, Kroaten und Slowenen.
Ab 1945 befand sich Obrovac in der Sozialistischen Republik Kroatien, einer jugoslawischen Teilrepublik.
Seit 1991 gehört Obrovac zur Gespanschaft Zadar.
Im Zuge des Kroatienkrieges wurde Obrovac 1991 zum Teil des von kroatischen Serben kontrollierten Gebiets der Republik Serbische Krajina. Ungefähr 5 km von Obrovac ereignete sich das Massaker von Škabrnja im selben Jahr. Im Zuge der Militäroperation Oluja, im August 1995, wurde Obrovac erobert und in Kroatien wieder eingegliedert.
In der Gemeinde sind im Jahr 2011 nach der Volkszählung 65,72 % der Bewohner Kroaten, und 31,44 % Serben.
Bei der Volkszählung 1991 lag der Anteil der serbischen Bevölkerung bei 66 %. In der Ortschaft selbst, welche nach Kruševo (mit 93 % Kroaten) die zweitgrößte Siedlung der Gemeinde bildete, waren die Serben mit 75 % vertreten.

## Tourismus
Über der Stadt sind die Ruinen der alten Festung erhalten geblieben. Die Stadt ist bei Rafting- und Kajakinganhängern bekannt.

## Galerie

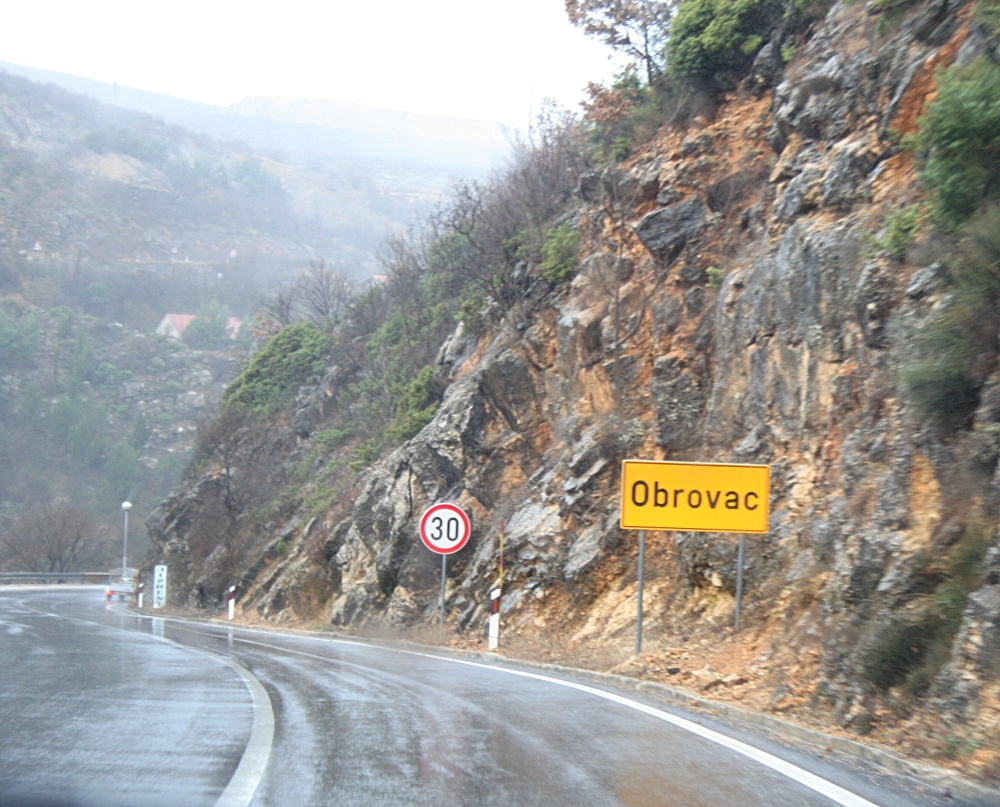
Stadteingang
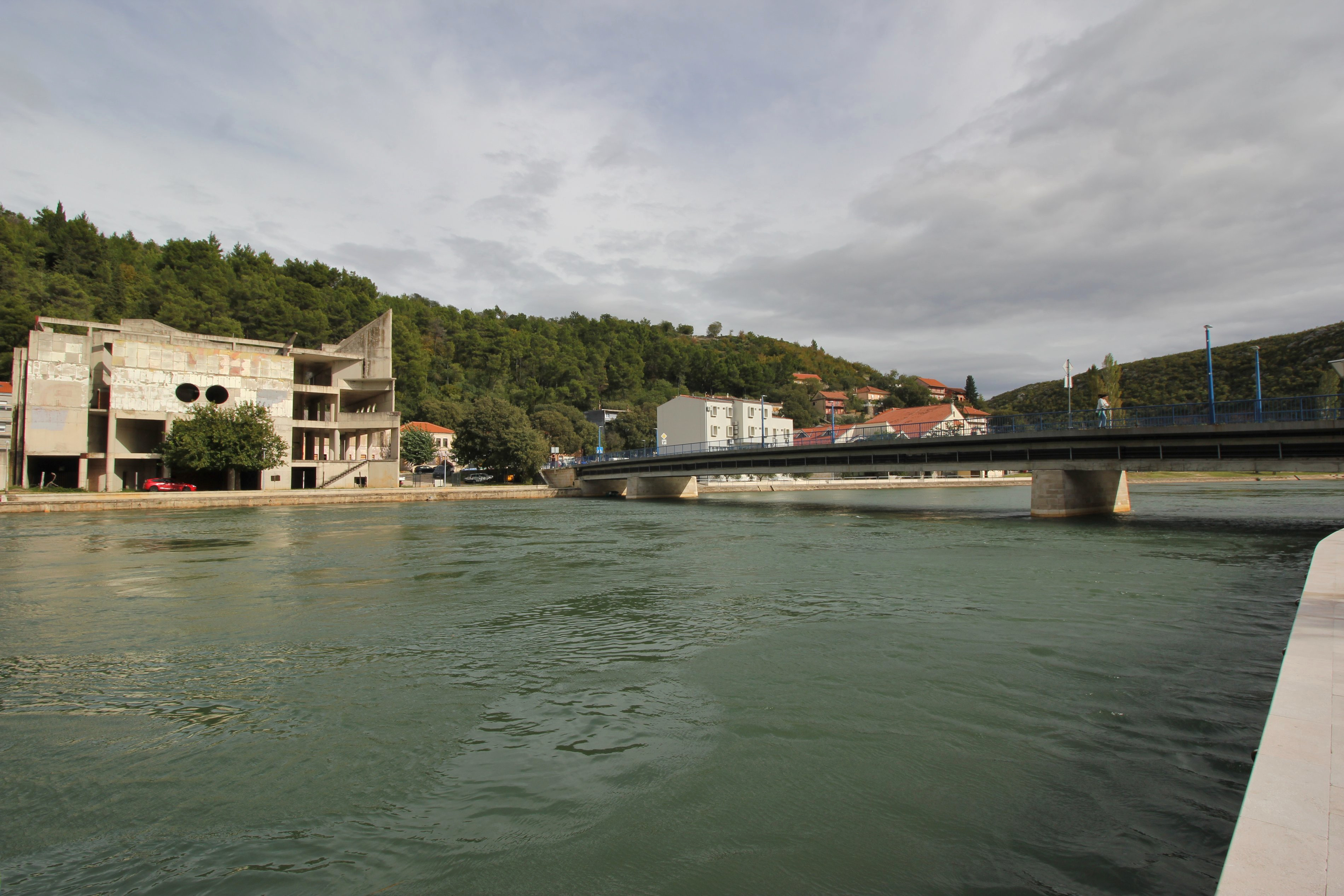
Die Brücke über die Zrmanja
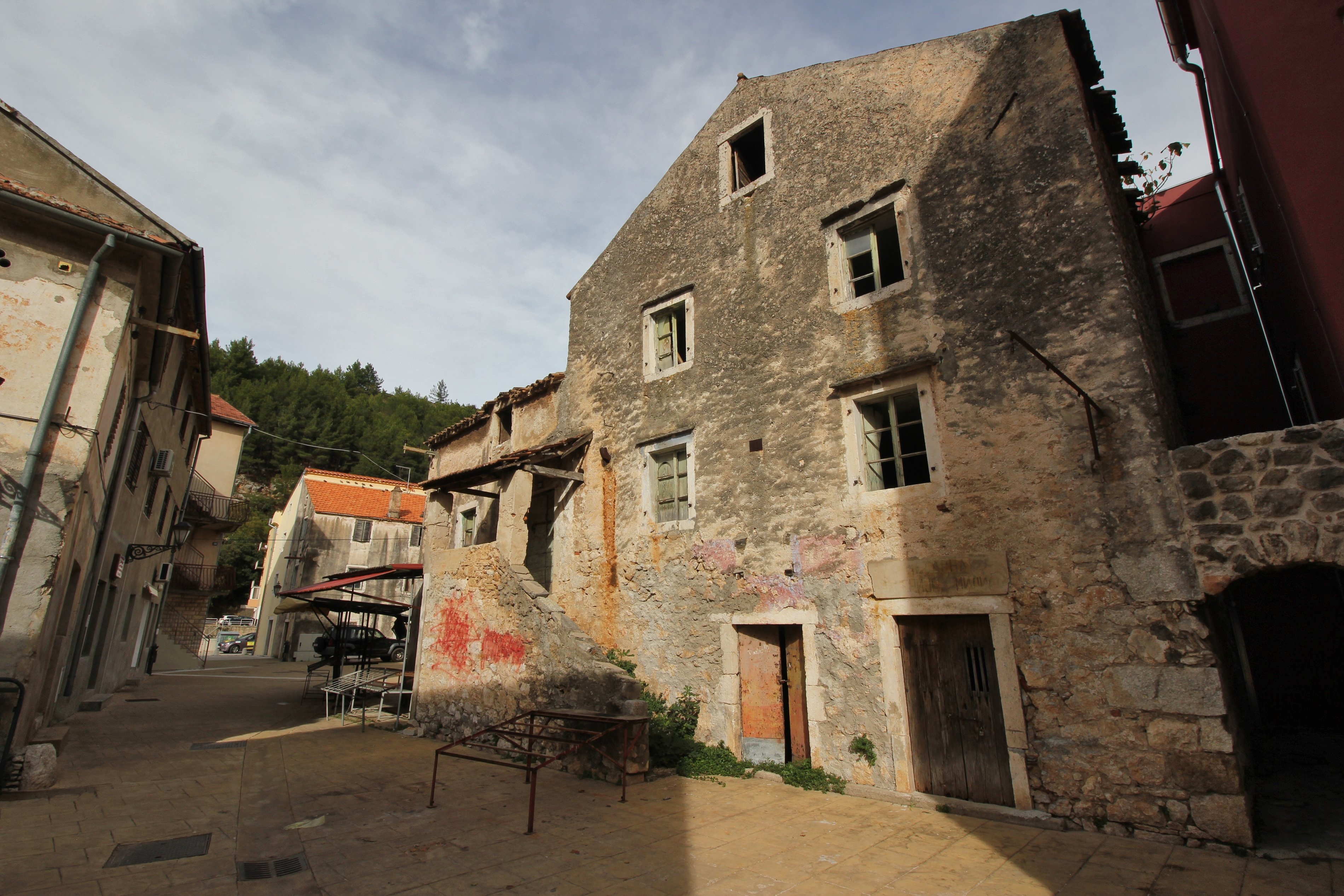
Im Ortszentrum
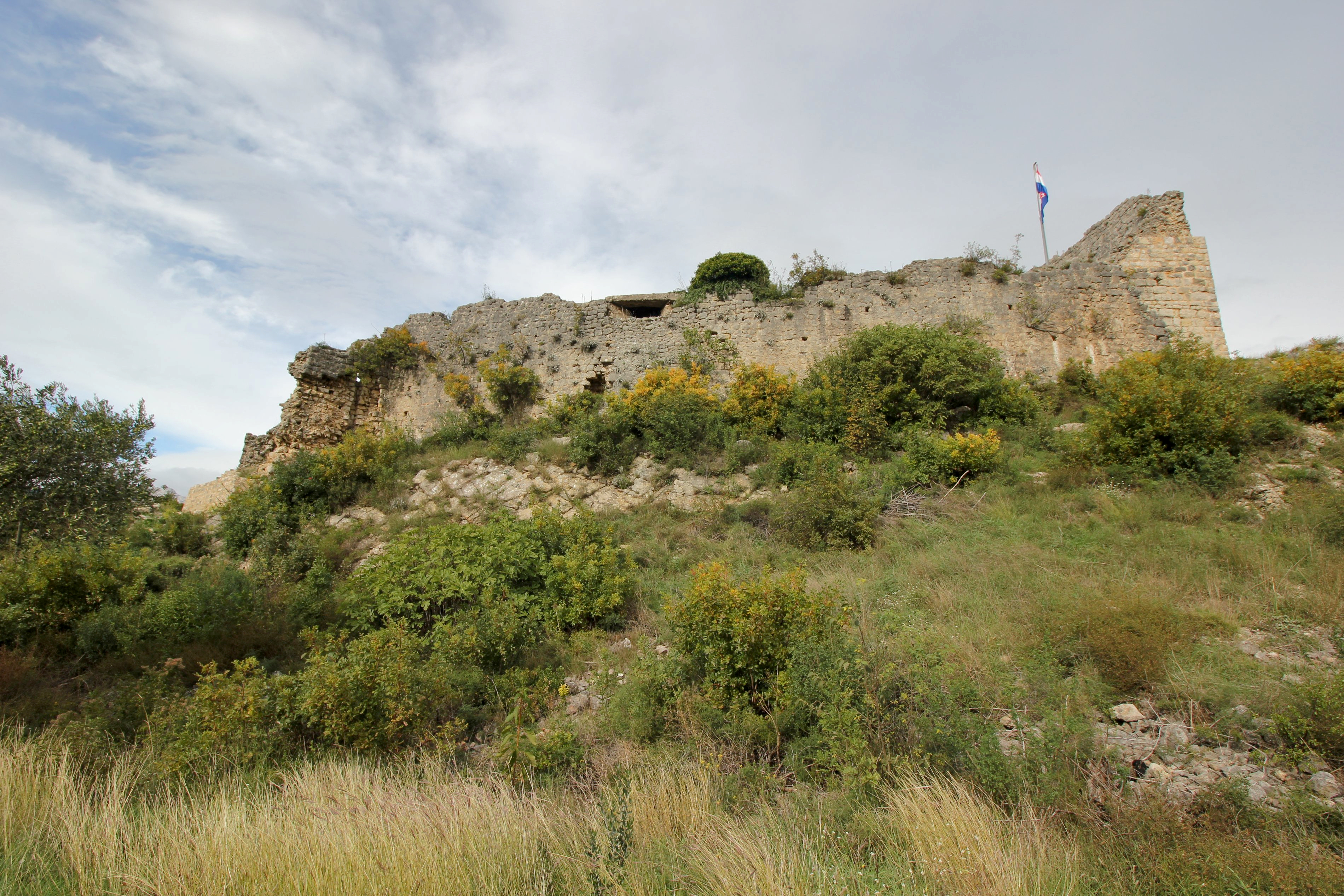
Burgruine oberhalb der Stadt